# Бульбашка зоряного вітру
Бульбашка зоряного вітру (англ. Stellar-wind bubble) — заповнені гарячим газом порожнини в міжзоряному просторі, які утворюються під дією зоряного вітру масивних зір ранніх спектральних класів (O або B) чи спалахів наднових. Розмір бульки зазвичай становить декілька світлових років, але у випадку дуже масивних зір або спалахів наднових вони можуть досягати 100 парсек. Слабші зоряні вітри також видувають пузирчасті структури, які називають астросферами. Геліосфера, видута сонячним вітром, всередині якої перебувають планети Сонячної системи, є прикладом маленької бульбашки зоряного вітру.
Бульбашки зоряного вітру мають структуру з двох ударних хвиль. Зоряний вітер, що вільно поширюється, стикається з внутрішньою ударною хвилею, де його кінетична енергія переходить у тепло, що створює плазму, яка має температуру до 106 K та випромінює Х-промені. Цей нагрітий ударною хвилею та високим тиском зоряний вітер розширюється, рухаючи ударну хвилю в напрямку міжзоряного газу. Якщо навколишній газ має достатню густину (десь 0,1 см-3), зрушений газ радіаційно охолоджується значно швидше, ніж внутрішній гарячий газ, і формує тонкий, відносно щільний шар довкола гарячого зоряного вітру під ударною хвилею.